# Svenskt björnbär
Svenskt björnbär (Rubus suecicus) är en rosväxtart som beskrevs av Heinrich E. Weber och T. Karlsson. Enligt Catalogue of Life ingår Svenskt björnbär i släktet rubusar och familjen rosväxter, men enligt Dyntaxa är tillhörigheten istället släktet rubusar och familjen rosväxter. Arten är reproducerande i Sverige. Inga underarter finns listade i Catalogue of Life.